# 1575 a tudományban
Az 1575. év a tudományban és a technikában.

## Események
- A leideni egyetem alapítása.
- II. Frigyes dán király Tycho de Brahe-nak adományozza Hven szigetét, hogy ott csillagdát rendezzen be.

## Felfedezések
- a portugálok megalapítják Luanda városát

## Publikációk
- megjelennek Hernando de Escalante Fontaneda memoárjai, melyekben Florida földrajzi viszonyait ismerteti

## Születések
- március 5. - William Oughtred matematikus, a logarléc feltalálója (1660).

## Halálozások
- szeptember 3. – Federico Commandino itáliai humanista, matematikus, aki főként ókori szerzők, köztük például Eukleidész, Pergai Apollóniosz, Papposz tudományos munkáinak fordítójaként ismert (* 1509)
- Jyesthadeva csillagász (* 1500)
- Constantio Varoli itáliai orvos
- Francisco de Ibarra spanyol felfedező